# Orientaleyrodes
Orientaleyrodes is een geslacht van halfvleugeligen (Hemiptera) uit de familie witte vliegen (Aleyrodidae), onderfamilie Aleyrodinae.
De wetenschappelijke naam van dit geslacht is voor het eerst geldig gepubliceerd door David in 1993. De typesoort is Aleurolobus zeylanicus.

## Soorten
Orientaleyrodes omvat de volgende soorten:
- Orientaleyrodes indicus Regu & David, 1993
- Orientaleyrodes zeylanicus (Corbett, 1926)